# AviUtl
AviUtl（エーブイアイユーティーエル、エーブイアイユーティル）は、「ＫＥＮくん」によって開発されている動画編集ソフトウェアである。

## 概要
AVIファイルを編集したり、各種コーデックで圧縮することができる。フリーウェアとして公開されている。
32ビットのアプリケーションであり、動作にはMMXが使えるCPUが必要。64ビット化することもできるが、ＫＥＮくん曰く、「32ビットの状態で多くのプラグインが作られたため、64ビットに変更するとそれらが使えなくなってしまうから」という理由により32ビットソフトである。
AviUtl本体のみで動画編集は可能であるが、公式サイトに公開されている「拡張編集プラグイン」を使用することで、より高度な編集をすることができる。具体的にはレイヤー機能（他のソフトで「トラック」と呼ばれているもの）やエフェクト類である。
有志により開発されたプラグインを追加することで、各種エンコーダー（x264やNVEnc等）によるエンコードが可能になる。
ExEdit2 テスト版（version2 beta1）からはWindows 10 (64bit)以降、DirectX11.3、AVX2が利用できる環境向けとなり、拡張編集Pluginが統合された。
本来32bitソフトでは4GB以上メモリを使用することができないが、version1.10rc2からは共有メモリを使用して4GB以上のメモリーを利用出来るようになっている。
version0.99aからはマルチスレッド対応となり、主要なプラグインのマルチスレッド化が促進されSIMD最適化、GPUの利用ができるようになる。
AviSynthとはプラグインの相互利用が可能である。しかし、AviUtl側からAviSynthのプラグインを利用する際にプラグインがYUV各12ビットのフォーマットをサポートしていない場合、データの精度に変化が生じる場合がある。
nicotalkやゆっくりMovieMakerのように、AviUtlと連携したソフトウェアも存在する。

## 主な機能
- 動画ファイルの読み込み、編集、保存
- 動画の分割、結合、削除
- エンコード
- YouTube、ニコニコ動画へそれぞれに適した出力[4][注釈 3]

## 歴史
- 1997年11月 - 開発が始まる
- 2003年8月16日 - version0.99がリリース。
- 2007年11月3日 - version0.99aがリリース。
- 2013年4月1日 - Version1.00がリリース。
- 2019年8月18日 - Version1.10rc1がリリース。[5]
- 2019年9月1日 - Version1.10rc2がリリース。
- 2019年10月3日 - Version1.10がリリース。
- 2025年7月7日 - AviUtl ExEdit2 テスト版（Version2 beta1）がリリース。
- 2025年7月12日 - AviUtl ExEdit2 テスト版（version2 beta2）がリリース。
- 2025年7月20日 - AviUtl ExEdit2 テスト版（version2 beta3）がリリース。
- 2025年7月27日 - AviUtl ExEdit2 テスト版（version2 beta4）がリリース。
- 2025年8月3日 - AviUtl ExEdit2 テスト版（version2 beta5）がリリース。
- 2025年8月10日 - AviUtl ExEdit2 テスト版（version2 beta6）がリリース。
- 2025年8月16日 - AviUtl ExExit2 テスト版（version2 beta7）がリリース。

## 拡張編集Plugin
拡張編集Pluginは、AviUtlにてより高度な動画編集を行うために作成された純正のプラグインである。

### 基本的な機能
- 字幕、テキストオブジェクトの配置、編集
- 動画のリサイズ
- トリミング
- ワイプ合成
- シーンチェンジ
- 色の合成、加工
- 画像に対する様々なエフェクト
- 動画の逆再生[注釈 4]
- 音の編集、加工[注釈 5]、BGMの導入

### 拡張性
このソフトウェアでは、スクリプト言語Luaを用いたエフェクトなどを新しく記述することができ、今日ではAdobe After Effectsのプラグインエフェクトを模倣したものを始めとする大量のスクリプトが公開されている。
また、本体に同梱されているLua5.1のバイナリファイル(lua51.dll)をLuaJITに置き換えることで、さらなる高速化を図ることができる他、FFIなどのLuaJIT専用のライブラリなどを使うことができる。これは、LuaJITがLua5.1をベースに作られているためできることである。

## プラグイン
Aviutlでは非常に多くのサード・パーティー製のプラグインが配布されている。これらを使用することで新たな機能を拡張できる。
プラグインの拡張子は、「.dll」をリネームしただけで、以下の種類に分類されている。ただし機能はそれらに限られておらず、例えば.aulファイルがAviUtlのバグを修正したりすることも可能である。多くのプラグインは公式サイトで配布されているAviUtl用公式SDKを使用している。
| フィルタプラグイン | .auf | 画像の加工編集                   |
| 入力プラグイン     | .aui | 他のファイル形式を読み込む       |
| 出力プラグイン     | .auo | 他のファイル形式に出力           |
| 色変換プラグイン   | .auc | 画像データ入出力時の色空間を変換 |
| 言語拡張リソース   | .aul | 対応言語を拡張                   |

なお、プラグインがDLLファイルをリネームしただけのものであることは、プラグインはAviUtlの動作を根本的に変更したり、マルウェアとして動作しOS全体に被害を及ぼすことも可能であることを意味する。そのため、導入する際は安全性について細心の注意を払わなければならない。

## 関連書籍
- 「AviUtlではじめる動画編集 (I・O BOOKS)」（勝田 有一朗 (著)、工学社、2013年6月15日)
- 「逆引きAviUtl動画編集 (I・O BOOKS)」（勝田 有一朗  (著)、工学社 、2014年7月1日)
- 「AviUtl 動画編集 実践ガイドブック」（オンサイト  (著) 、技術評論社、2018年3月17日)